# La Maison dorée de Samarkand
La Maison dorée de Samarkand (franska; med den italienska parallelltiteln La casa dorata di Samarcanda) är en albumhistoria i serien Corto Maltese. Den är författad och tecknad av Hugo Pratt och tidningspublicerades parallellt på franska och italienska från 1980 till 1985. Därefter samlades avsnitten i album (1986 på franska, året efter på italienska).
Historien tar sin början i december 1921, på Rhodos. Den avslutas i september året därpå, vid gränsen mellan Afghanistan och Brittiska Indien.

## Handling
Corto Maltese är i historiens början på jakt efter Kyros den stores guldskatt, en skatt som Alexander den store sägs ha gömt undan. Detta är dock bara en förevändning för att befria Cortos gamla älsklingsfiende Rasputin ur det fängelse där han hålls fången.
För att ta sig till Rasputin blir Corto tvungen att resa genom tre olika länder som är på väg att födas – Turkiet, Sovjetunionen och Reza Pahlavis Iran.

## Produktionen
Historien påbörjades 1980 och publicerades parallellt i tidningar på franska och italienska. Därefter avbröts produktionen, efter att Pratt fått möjlighet att skapa den nya historien La Jeunesse de Corto för dagstidningen Le Matin. Historien återupptogs först 1983, då den italienska publiceringen sammanföll med lanseringen av serietidningen Corto Maltese.
Inspiration till berättelsen hämtades ur erfarenheten från Corto Maltese i Sibirien, där han i förarbetet stötte på Enver Pascha i samband med läsandet av en bok av historikern Jean Mabire. Pratt fångades av Paschas livsöde, som en motsvarighet till Roman Ungern von Sternberg – båda två en sorts vilsna soldater som levde i sina drömmars värld.